# Impossibilismo
L'impossibilismo è una interpretazione del marxismo che enfatizza il valore limitato delle riforme nel sovvertire il capitalismo e che insiste sull'azione politica rivoluzionaria come il solo metodo affidabile per portare al socialismo.
Il concetto e non il termine specifico fu introdotto e pesantemente influenzato dal pensatore marxista statunitense Daniel De Leon sulla base della teoria che De Leon generò prima che il suo interesse per il sindacalismo incominciò (vedi deleonismo). Si focalizzava specialmente sulla questione se i socialisti dovessero prendere parte nel governo sotto il capitalismo. Al Congresso della Seconda Internazionale di Parigi nel 1900 quelli che erano a favore per l'entrata nel governo (con tutti i compromessi che implicava) venivano chiamati possibilisti mentre quelli che si opponevano alla partecipazione erano conosciuti come impossibilisti.
L'impossibilismo fu particolarmente popolare nella Columbia Britannica negli inizi del XX secolo attraverso l'influenza di E.T. Kingsley. Va notato che diversi membri del Partito Socialista del Canada di Kingsley furono eletti dalla legislatura della Columbia Britannica tra il 1901 e il 1910. È anche basato sulla teoria e pratica del più vecchio partito marxista britannico, il Partito Socialista della Gran Bretagna, che fu fondato nel 1904.